# Cyphostemma adenanthum
Cyphostemma adenanthum là một loài thực vật hai lá mầm trong họ Nho. Loài này được (Fresen.) Desc. miêu tả khoa học đầu tiên năm 1967.